# Jermaine Williams
Jermaine Williams (nascido em 31 de dezembro de 1982) é um ator e dançarino americano. Ele dança para a Fundação Norwood Kids.
Ele é mais conhecido por seu papel como Mudinho em Fat Albert . Ele apareceu no filme paródia The Comebacks como iPod. Ele co-estrelou como Coleman "The Slaw" Galloway no Disney Channel Original Series The Jersey.

## Filmografia
| Year      | Title                  | Role                        | Notes                        |
| --------- | ---------------------- | --------------------------- | ---------------------------- |
| 1998      | Bulworth               | Paul Robeson                |                              |
| 2001      | The Nightmare Room     | Charlie                     | Episode: The Howler          |
| 2003      | The Beat               | Byron                       |                              |
| 1999-2004 | The Jersey             | Coleman 'The Slaw' Galloway | 35 episodes                  |
| 2004      | Fat Albert             | Mudinho                     |                              |
| 2005      | Veronica Mars          | Bryce Hamilton              | Episode: "Lord of the Bling" |
| 2007      | Stomp the Yard         | Noel                        |                              |
| 2007      | Moonlight              | Phil                        | Episode: Dr.Feelgood         |
| 2007      | The Comebacks          | IPod                        |                              |
| 2007      | The Great Debaters     | Hamilton Burgess            |                              |
| 2008      | Extreme Movie          | Leon                        |                              |
| 2009      | World's Greatest Dad   | Jason                       |                              |
| 2011      | Pozzie Live            | Star                        |                              |
| 2010-2011 | Raising Hope           | Marcus                      | 5 episodes                   |
| 2011      | The Family Tree        | Trey                        |                              |
| 2011      | A Holiday Heist        | Frank                       |                              |
| 2012      | All the Wrong Notes    | Hype Elf                    | Episode: Kanye Baby          |
| 2013      | The Boys of Abu Ghraib | Gable                       | post production              |